# Обсерваторія Девастал
Девастал (англ. Devasthal) — обсерваторія в Індії в окрузі Найнітал регіону Кумаон, керована Дослідницьким інститутом спостережних наук Ар'ябхатта. Буквальне значення назви — «обитель бога». Обсерваторія розташована в Кумаонських Гімалаях на висоті 2450 м. На піку Девастал працюють 130-сантиметровий оптичний телескоп і 360-сантиметровий телескоп. Також поблизу вершини проводяться дослідження для встановлення сонячного телескопа.

## Розташування
Девастал знаходиться за 9 км від Дханачулі, найближчого міста в окрузі Найнітал.
Обсерваторія обладнана гостьовим будинком, їдальнею, має підключення до Інтернету, водо- та електропостачання.

## Інструменти

### Девастальський оптичний телескоп (3,6 м)

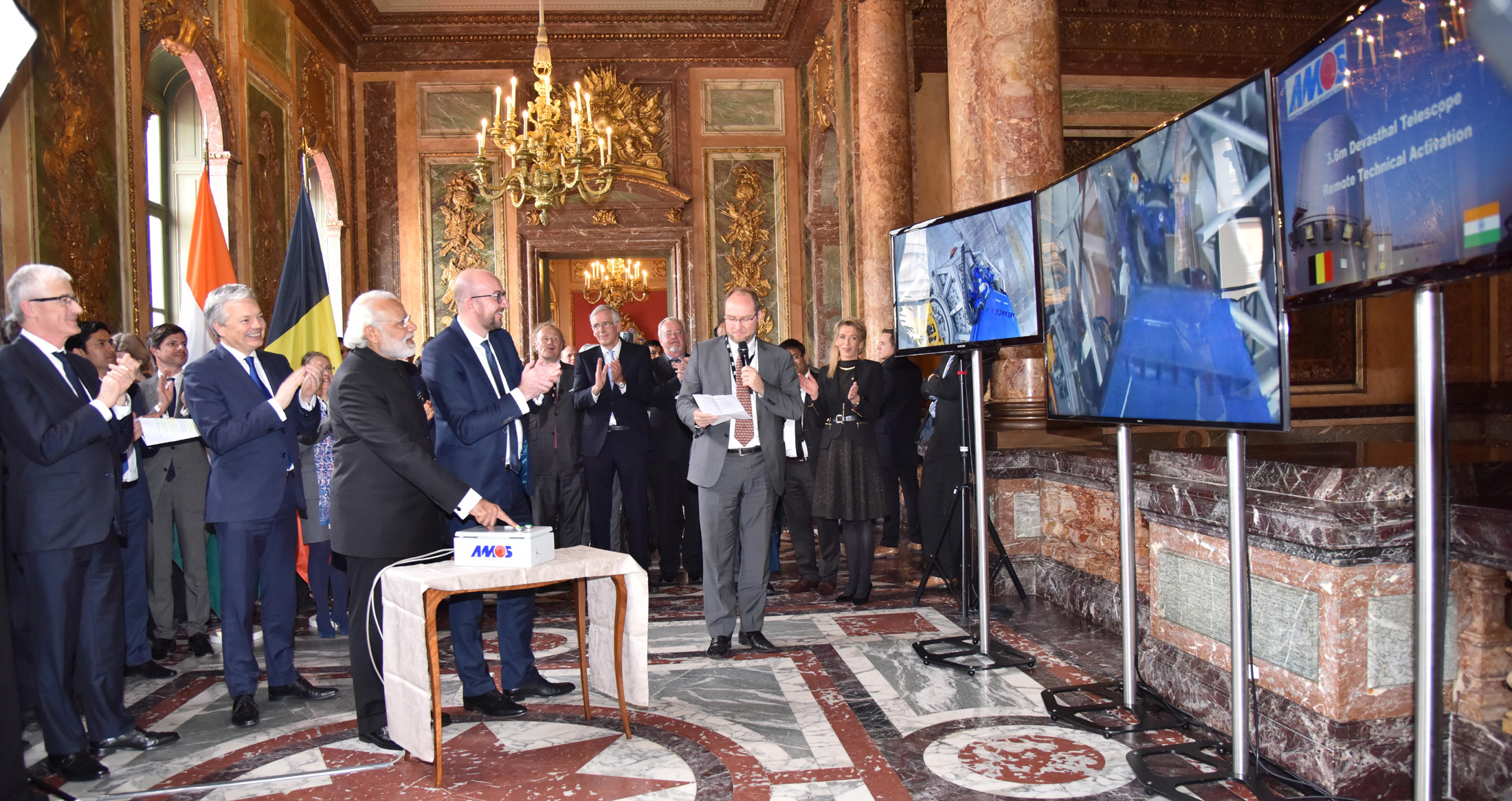
Прем'єр-міністр Індії Нарендра Моді та прем'єр-міністр Бельгії Шарль Мішель дистанційно активують Девастальський оптичний телескоп із Брюсселя 30 березня 2016 року.

Девастальський оптичний телескоп (англ. Devasthal Optical Telescope, DOT) — телескоп Річі-Кретьєна з апертурою 3,6 м, створений Дослідницьким інститутом спостережних наук Ар'ябхатта. Телескоп був активований дистанційно 31 березня 2016 року прем'єр-міністром Індії Нарендрою Моді та прем'єр-міністром Бельгії Шарлем Мішелем з Брюсселя. Оптика телескопа була створена у співпраці з бельгійською фірмою Advanced Mechanical and Optical System (AMOS).
3,6-метровий Девастальський оптичний телескоп є найбільшим телескопом-рефлектором в Азії. Телескоп має заповнити велику широтну порожнечу в сучасних телескопах 4-метрового класу на території Азії, що вкрай важливо для проведення неперервних спостережень змінних в часі об'єктів. Телескоп оснащений оптичним спектрографом, ПЗЗ-камерою та спектрографом ближнього інфрачервоного діапазону. Телескоп також є першим в Індії телескопом з активною оптикою, що включає датчик хвильового фронту та пневматичні приводи, які компенсують неоднорідність атмосфери та невеликі спотворення форми 4,3-тонного дзеркала через силу тяжіння.

### Девастальський швидкий оптичний телескоп (1,3 м)
1,3-метровий телескоп (англ. 1.3-m Devasthal Fast Optical Telescope, DFOT) — телескоп Річі-Кретьєна зі «швидким променем» (тобто великим діафрагмовим числом) f/4 і відповідно широким полем зору 66 кутових секунд. Він був створений Дослідницьким інститутом спостережних наук Ар'ябхатта і встановлений в 2010 році.
Основною науковою задачею телескопа є моніторинг варіацій в оптичному та ближньому інфрачервоному діапазонах (350—2500 нм) таких змінних астрономічних джерел, як гамма-спалахи, активні ядра галактик, наднові, рентгенівські подвійні системи, змінні зорі, транзити екзопланет, а також проведення оглядів різних астрономічних джерел, наприклад, зон HII, зоряних скупчень і галактик.